# Kondo Koji (cầu thủ bóng đá)
Kondo Koji  (今藤 幸治 Kondo Koji, 28 tháng 4 năm 1972 - 17 tháng 4 năm 2003) là một cầu thủ bóng đá người Nhật Bản. Anh ấy đã chơi cho Đội tuyển quốc gia Nhật Bản.

## Sự nghiệp câu lạc bộ
Kondo sinh ra tại Kariya vào ngày 28 tháng 4 năm 1972. Sau khi tốt nghiệp Trường trung học Shizuoka Gakuen, anh gia nhập Matsushita Electric (sau này là Gamba Osaka) năm 1991. Từ năm 1992, anh đá chính thường xuyên ở nhiều vị trí, tiền vệ và hậu vệ cánh. Tuy nhiên tại Cúp Hoàng đế 1996 ngày 29 tháng 12, anh đã va chạm vùng đầu với đối thủ. Một khối u não đã được tìm thấy trong quá trình kiểm tra. Trận đấu này đã trở thành trận đấu cuối cùng của anh. Anh rời câu lạc bộ vào tháng 6 năm 1998. Anh đã chơi 133 trận và ghi được 4 bàn thắng trong giải đấu.

## Sự nghiệp đội tuyển quốc gia
Vào ngày 22 tháng 5 năm 1994, Kondo ra mắt Đội tuyển quốc gia Nhật Bản trong trận đấu với  Australia. Anh ấy chơi ở vị trí hậu vệ cánh phải. ngày 29 tháng 5, anh ấy cũng thi đấu với  Pháp. Anh ấy đã chơi 2 trận cho Nhật Bản vào năm 1994.
Ngày 17 tháng 4 năm 2003, Kondo qua đời vì u não ở Toyoake ở tuổi 30.

## Thống kê sự nghiệp
| Câu lạc bộ | Câu lạc bộ          | Câu lạc bộ     | Liên đoàn | Liên đoàn | Cúp           | Cúp           | Cúp Liên đoàn | Cúp Liên đoàn | Tổng | Tổng      |
| Mùa        | Câu lạc bộ          | Liên đoàn      | Điểm      | Bàn thắng | Điểm          | Bàn thắng     | Điểm          | Bàn thắng     | Điểm | Bàn thắng |
| Nhật Bản   | Nhật Bản            | Nhật Bản       | Liên đoàn | Liên đoàn | Emperor's Cup | Emperor's Cup | J.League Cup  | J.League Cup  | Tổng | Tổng      |
| ---------- | ------------------- | -------------- | --------- | --------- | ------------- | ------------- | ------------- | ------------- | ---- | --------- |
| 1991/92    | Matsushita Electric | JSL Division 1 | 0         | 0         |               |               | 0             | 0             | 0    | 0         |
| 1992       | Gamba Osaka         | J1 League      | -         | -         |               |               | 9             | 0             | 9    | 0         |
| 1993       | Gamba Osaka         | J1 League      | 28        | 0         | 2             | 0             | 2             | 0             | 32   | 0         |
| 1994       | Gamba Osaka         | J1 League      | 38        | 0         | 3             | 0             | 3             | 0             | 44   | 0         |
| 1995       | Gamba Osaka         | J1 League      | 43        | 4         | 4             | 1             | -             | -             | 47   | 5         |
| 1996       | Gamba Osaka         | J1 League      | 24        | 0         | 3             | 0             | 9             | 0             | 36   | 0         |
| 1997       | Gamba Osaka         | J1 League      | 0         | 0         | 0             | 0             | 0             | 0             | 0    | 0         |
| 1998       | Gamba Osaka         | J1 League      | 0         | 0         | 0             | 0             | 0             | 0             | 0    | 0         |
| Tổng       | Tổng                | Tổng           | 133       | 4         | 12            | 1             | 23            | 0             | 167  | 5         |

## Thống kê đội tuyển quốc gia
| Tuyển quốc gia Nhật Bản | Tuyển quốc gia Nhật Bản | Tuyển quốc gia Nhật Bản |
| Năm                     | Điểm                    | Bàn thắng               |
| ----------------------- | ----------------------- | ----------------------- |
| 1994                    | 2                       | 0                       |
| Tổng                    | 2                       | 0                       |